# Железнодорожная линия Рига — Мангали
Железнодорожная линия Рига — Мангали, соединявшая Ригу и Мюльграбен, была построена в 1872 году. Её протяжённость составляла 11 километров. В 1933 году она стала частью железнодорожной линии Рига — Руйиена.

## История

#### До Первой мировой войны
Решение о строительстве было принято руководством Риго-Динабургской железной дороги, вынужденным искать нестандартное решение в условиях нехватки складских помещений. В 1867 году было решено проложить железную дорогу из Риги в пригородное местечко Мюльграбен. В 1872 году по новой линии пошли первые составы, причём одновременно с грузовым было организовано и пассажирское сообщение.
В 1903 году от расположенного на этой ветке поста был проложен дополнительный двухкилометровый участок и устроена станция Рига-Товарная (позднее Рига Пречу 1). В 1907 году на элеваторной ветке была открыта станция Рига-Берег (Рига-Краста).

#### Послевоенное устройство
В 1920-х годах у поста Ганибу был построен шпалопропиточный завод и узкоколейная дорога для транспортировки готовой продукции. В 1930 году появившаяся развилка на станции Мангали отделила новый жилой район от промышленной зоны. В связи с открытием в 1933 году линии Рига—Руйиена, линия Рига—Мангали вошла в её состав. Прежняя станция Мангали, ставшая тупиковой, некоторое время продолжала работу как товарная, но позднее была объединена со станцией Дзирнупе (также называвшейся Яунмилгравис, а ныне Мангали).

## Станции и остановочные пункты
- Александровские ворота (Земитаны)
- Военный госпиталь (Браса)
- Александровская высота (Красная Двина, Саркандаугава)
- Мюльграбен (Милгравис, Мангали)